# Diaframma (ottica)

Tre differenti posizioni del diaframma: apertura massima (sinistra), media (centro) e minima (destra)

Il diaframma è un meccanismo analogo all'iride dell'occhio umano, usato in ottica per regolare la quantità di luce che deve attraversare un obiettivo; è chiamato anche apertura e rappresenta la pupilla d'ingresso del sistema, prevedendo una apertura massima e una minima.

Funzionamento del diaframma

È un dispositivo meccanico costituito da un insieme di lamelle messe a ventaglio inverso, che chiudono l'apertura del sistema ottico fino alla sezione minima, partendo dalla parte esterna dell'apertura. La forma e la quantità delle lamelle, dovrebbe mantenere la figura del foro quanto più rotonda o circolare possibile, con tutti i valori di apertura; tuttavia, i diaframmi vengono spesso allestiti in modo semplice ed economico, con una quantità inferiore a 10 lamelle (generalmente, 5 o 6) e solitamente a lamelle dritte (non curve), che poi presentano, nell'immagine, delle evidenti figure poligonali (pentagono, esagono, ettagono, etc), soprattutto nei punti luce fuori fuoco, creando così effetti che spesso vengono confusi e chiamati superficialmente “effetto bokeh”.
Si possono trovare anche ottiche con diaframmi particolari, ad esempio con solo 2 o 3 lamelle, e quindi volutamente caratterizzate per rendere effetti ottici "peculiari".

## Storia
Nei primi anni della fotografia, i diaframmi erano spesso dei tappi forati al centro, posizionati esternamente agli obiettivi. Obiettivi, che erano dei doppietti acromatici o anche dei semplici singoletti. Così, i diaframmi producevano distorsione all'immagine, detta a "barile" o "barilotto"  (con le linee geometriche a forma di botte). Oppure, quando il diaframma veniva posizionato internamente (tra l'obiettivo e la lastra fotografica), la distorsione all'immagine prende il nome di "cuscino" o "puntaspilli" (un quadrato presenta i lati con una flessione verso l'interno). Oggi, la terminologia della distorsione a cuscino è divenuta un po' assurda: "cuscinetto".
Più avanti, con la complessità degli obiettivi fotografici, vennero usate anche lamine forate da inserire tramite slitta, tra i gruppi di lenti (per evitare le distorsioni), sistemi rotanti con fori di vario diametro, coppie di lamine contrapposte e tranciate a coda di rondine con fori romboidali, ecc, ecc, fino ad arrivare alle forme e ai sistemi usati tuttora.
La tipologia di diaframma più utilizzata oggi è quella detta «a iride», formato da un numero variabile di lamelle (in genere maggiore di 3 e fino a 24) sagomate in maniera opportuna.
Le lamelle sono imperniate in una ghiera rotante azionabile dall'esterno o da un attuatore elettrico interno all'obiettivo, utile per far variare la dimensione del foro. La sagoma dell'apertura è dovuta alla forma e alla quantità delle lamelle del diaframma ed un obiettivo con 10, 15 o più lamelle possibilmente curve, riesce a fornire una forma del foro piuttosto circolare, a quasi tutte le aperture.

## Generalità

Da f/22 a f/1,8 su una lente 50mm

Il diaframma è posizionato preferibilmente nel centro del sistema ottico, ad una distanza intermedia proporzionale tra la pupilla d'ingresso e la pupilla d'uscita dell'obiettivo e con orientamento ortogonale all'asse ottico. Questo evita le distorsioni provocate da una diversa posizione, facilitando il compito di moderare la quantità di luce, migliorandone anche la qualità: la forma delle lamelle, il colore, la posizione e la precisione, in relazione con lo schema ottico, determinano in qualche misura anche la qualità della luce che lo attraversa.
La regolazione del diaframma, che in teoria potrebbe essere continua (come in alcuni obiettivi), è spesso attuata "a scatti", consentendo al diaframma di assumere un numero finito di posizioni ("stop") su una scala numerica normalizzata, che realizza una sequenza di f-stop (ormai standardizzata).
Molte aberrazioni ottiche presenti a tutta apertura (es. la coma), vengono ridotte diaframmando, cioè diminuendo l'apertura dell'obiettivo; in genere per migliorare la resa ottica è necessario chiudere 2 o 3 stop, ma in altri casi, per ottenere la massima nitidezza è spesso necessario utilizzare lo stop intermedio tra quelli disponibili.
Diaframmi troppo chiusi provocano in genere un peggioramento dell'immagine, dovuto alla diffrazione dei raggi luminosi ad opera dei bordi delle lamelle. I raggi diffratti sono sempre presenti, ma ad aperture maggiori il loro effetto sull'immagine diventa meno rilevante o irrilevante, considerando il rapporto tra la quantità di luce diffratta e quella diretta o per così dire "pulita". La diffrazione non dipende dalla dimensione fisica reale del diaframma, ma dal rapporto tra l’apertura e la focale, chiamato rapporto focale. Esso è il rapporto normalizzato che esprime la stessa "quantità" di luce che transita nell'ottica e che darà quindi lo stesso valore di esposizione, utilizzando degli obiettivi con lunghezza focale diversa.